# Colonia Fraternidad Antorchista
Colonia Fraternidad Antorchista är en ort i Mexiko.   Den ligger i kommunen Poza Rica de Hidalgo och delstaten Veracruz, i den sydöstra delen av landet, 220 km nordost om huvudstaden Mexico City. Colonia Fraternidad Antorchista ligger 111 meter över havet och antalet invånare är 307.
Terrängen runt Colonia Fraternidad Antorchista är platt söderut, men norrut är den kuperad. Runt Colonia Fraternidad Antorchista är det ganska tätbefolkat, med 179 invånare per kvadratkilometer. Närmaste större samhälle är Poza Rica de Hidalgo, 4,6 km väster om Colonia Fraternidad Antorchista. Omgivningarna runt Colonia Fraternidad Antorchista är en mosaik av jordbruksmark och naturlig växtlighet.